# Antitrichia
Antitrichia (deutsch Hängemoose) ist eine Gattung von Laubmoosen.

## Merkmale
Es sind große, dicke und lockere Rasen bildende Moospflanzen mit verlängerten, oft hängenden sekundären Stämmchen, die unregelmäßig verzweigt sind. Ein Zentralstrang im Stämmchenquerschnitt fehlt oder ist nur angedeutet. Die konkaven Blätter sind breit eiförmig bis eiförmig-lanzettlich, spitz bis zugespitzt und an der Spitze gezähnt. Die Laminazellen sind verlängert, glatt und mehr oder weniger getüpfelt. In den Blattflügeln befinden sich rundlich-quadratische bis elliptische Zellen. Neben der einfachen Blattrippe, die in der oberen Blatthälfte endet, sind am Blattgrund oft noch einige kurze Nebenrippen vorhanden.
Antitrichia-Arten sind diözisch. Auf der verlängerten, glatten Seta befindet sich eine gerade oder leicht gebogene, länglich-eiförmige bis länglich-zylindrische Kapsel. Der Kapselhals besitzt Spaltöffnungen.

## Systematik
Die Gattung Antitrichia ist die einzige Gattung der Familie Antitrichiaceae innerhalb der Ordnung Hypnales. Sie war früher der Familie Leucodontaceae zugeordnet, wurde aber auf Grund von Molekulardaten von dieser abgetrennt.
Es gibt weltweit 3 Arten, die auf der Nord- und Südhalbkugel verbreitet sind und gewöhnlich epiphytisch wachsen. Zwei Arten kommen in Europa vor:
- Antitrichia californica Sull.
- Antitrichia curtipendula (Hedw.) Brid.

Von diesen ist in Deutschland, Österreich und der Schweiz nur Antitrichia curtipendula (deutsche Namen sind Hängendes Widerhakenmoos, Kurzhängendes Hängemoos) vertreten.